# 淡路島女子駅伝競走大会
四実業団連盟（中部・北陸・関西・中国）合同淡路島女子駅伝競走大会（よんじつぎょうだんれんめい（ちゅうごく・ほくりく・かんさい・ちゅうごく）ごうどうあわじしまじょしえきでんきょうそうたいかい）は、毎年11月（文化の日が多い）に淡路島で開催されてきた駅伝競走で、全日本実業団対抗女子駅伝競走大会の予選会を兼ねていた。

## 概要
1992年の第3回から2003年の第14回までは伊弉諾神宮前から南淡町中央公民館前（現在の南淡公民館）までの6区間37 kmのコースであったが、2004年は、台風23号の影響で淡路島での開催が困難になったため中止となり、加古川市の加古川河川敷マラソンコース(42.195km)で行われた。2005年の第15回からコースが変更され42.195kmとなり最終大会に至った。
総合成績による表彰もあるが、全日本実業団対抗女子駅伝競走大会への出場枠は各地域ごとに割り当てられており、最終の2008年の連盟別の出場枠は中部: 4、北陸: 1、関西: 3、中国: 3だった。ただし、出場枠より後着のチームでも走破タイムが2時間20分00秒を切った場合は出場権が得られていた。
2009年3月に、四実業団連盟のうち、中部と北陸が別に予選会を開催する方針を発表したことや、スポンサーがつかない状況から、前年の2008年限りで廃止することが決まった。このため、関西・中国のチームは2009年以降、九州で開催の実業団女子駅伝西日本大会に出場し、これを全日本実業団対抗女子駅伝競走大会の予選会とした。その後2015年には、全国の予選会が全日本実業団対抗女子駅伝競走大会予選会（プリンセス駅伝in宗像・福津）に一本化された。

## コース概要
淡路市・しづかホール前 → 南あわじ市・南淡公民館前 (42.195 km)

### 1区
しづかホール前 → 淡路市道 → 兵庫県道88号志筑郡家線 →伊弉諾神宮前 (6.52 km)

### 2区
伊弉諾神宮前 → 兵庫県道88号志筑郡家線 → 兵庫県道31号福良江井岩屋線 → 江井中継所 (3.395 km)

### 3区
江井中継所 → 兵庫県道31号福良江井岩屋線 → 兵庫県道46号洲本五色線 → 洲本市五色町都志大宮折返し → 兵庫県道46号洲本五色線 → 兵庫県道31号福良江井岩屋線 → 五色郵便局前 (11.97 km)

### 4区
五色郵便局前 → 兵庫県道31号福良江井岩屋線 → 鳥飼浦ガソリンスタンド前 (5.50 km)

### 5区
鳥飼浦ガソリンスタンド前 → 兵庫県道31号福良江井岩屋線 → 三原志知小学校前 (9.56 km)

### 6区
三原志知小学校前 → 兵庫県道31号福良江井岩屋線 → 国道28号 → 南淡公民館前 (9.56 km)

## 歴代優勝チーム
| 年     | 回 | 優勝チーム   | タイム        | 出場チーム数 | 出場チーム数 | 出場チーム数 | 出場チーム数 | 出場チーム数 |
| 年     | 回 | 優勝チーム   | タイム        | 中部         | 北陸         | 関西         | 中国         | 計           |
| ------ | -- | ------------ | ------------- | ------------ | ------------ | ------------ | ------------ | ------------ |
| 1990年 | 1  | ワコール     | 1時間43分10秒 | 7            | 1            | 4            | 3            | 15           |
| 1991年 | 2  | ワコール     | 1時間44分02秒 | 7            | 1            | 5            | 3            | 16           |
| 1992年 | 3  | ワコール     | 1時間57分38秒 | 7            | 1            | 7            | 4            | 20           |
| 1993年 | 4  | ワコール     | 1時間58分12秒 | 9            | 1            | 7            | 3            | 20           |
| 1994年 | 5  | ワコール     | 2時間01分01秒 | 8            | 1            | 10           | 3            | 22           |
| 1995年 | 6  | ワコール     | 2時間00分36秒 | 7            | 1            | 8            | 4            | 20           |
| 1996年 | 7  | ワコール     | 1時間58分47秒 | 6            | 1            | 8            | 3            | 18           |
| 1997年 | 8  | 東海銀行     | 1時間57分49秒 | 6            | 1            | 6            | 2            | 15           |
| 1998年 | 9  | 東海銀行     | 1時間57分49秒 | 7            | 1            | 6            | 2            | 16           |
| 1999年 | 10 | 東海銀行     | 1時間59分06秒 | 6            | 1            | 7            | 3            | 17           |
| 2000年 | 11 | 東海銀行     | 1時間58分25秒 | 5            | 1            | 6            | 3            | 15           |
| 2001年 | 12 | グローバリー | 1時間56分55秒 | 7            | 1            | 7            | 2            | 17           |
| 2002年 | 13 | 天満屋       | 2時間02分06秒 | 6            | 1            | 7            | 3            | 17           |
| 2003年 | 14 | ワコール     | 1時間58分25秒 | 5            | 1            | 5            | 3            | 14           |
| 2004年 | -  | 京セラ       | 2時間17分55秒 | 6            | 1            | 5            | 2            | 14           |
| 2005年 | 15 | 京セラ       | 2時間17分14秒 | 5            | 1            | 5            | 2            | 13           |
| 2006年 | 16 | スズキ       | 2時間16分16秒 | 5            | 1            | 5            | 3            | 14           |
| 2007年 | 17 | 京セラ       | 2時間15分19秒 | 4            | 2            | 4            | 4            | 14           |
| 2008年 | 18 | ワコール     | 2時間17分59秒 | 5            | 2            | 4            | 3            | 14           |

## テレビ中継
駅伝本番は朝の9時〜12時頃に開催されているが、番組編成上生中継は行われていない。そのため、かつては昼過ぎの14時〜16時24分に録画中継されていた。
その後、2007年はゴルフ・ミズノクラシック中継のため、15時30分～17時24分に録画放送。なお、2008年は深夜枠（25時29分～26時59分）での録画放送となった。
毎日放送（制作局）・北陸放送・静岡放送・CBCテレビ・山陽放送・山陰放送・中国放送・テレビ山口・あいテレビ・テレビ高知　10局ネット
GAORAで地上波終了後に全国放送される。